# Roy Stewart
Pour les articles homonymes, voir Stewart.
(John) Roy Stewart est un acteur américain, né le 17 octobre 1883 à San Diego (Californie), mort le 26 avril 1933 à Los Angeles (Californie).

## Biographie
Actif au cinéma principalement durant la période du muet, Roy Stewart contribue à cent-quarante films américains (dont de nombreux westerns), le premier étant un court métrage sorti en 1914.
De cette première période — notamment dans des films de la Triangle Film Corporation jusqu'en 1918 —, mentionnons The Medicine Man de Clifford Smith (1917, avec Ann Kroman), L'Éveil de la bête d'Arthur Rosson (1921, avec Betty Compson et Ralph Lewis) et Les Moineaux de William Beaudine et Tom McNamara (1926, avec Mary Pickford et Gustav von Seyffertitz).
Après le passage au parlant, il apparaît encore dans quelques films, les quatre derniers sortis en 1933 — année de sa mort prématurée à 49 ans, d'une crise cardiaque —, dont Révolte au zoo de Rowland V. Lee (avec Loretta Young et Gene Raymond).
Citons aussi In Old Arizona d'Irving Cummings et Raoul Walsh (1929, avec Warner Baxter et Edmund Lowe), Hommes sans femmes de John Ford (1930, avec Frank Albertson et J. Farrell MacDonald) et L'Attaque de la caravane d'Otto Brower et David Burton (1931, avec Gary Cooper et Lily Damita).

## Filmographie partielle
- 1914 : The Hoosier Schoolmaster d'Edwin August et Max Figman : Bud Means
- 1915 :Willie Runs the Park de Hal Roach (court métrage)
- 1915 : Le Diamant du ciel (The Diamond from the Sky) de Jacques Jaccard et William Desmond Taylor (serial)
- 1916 : The Other Side of the Door de Tom Ricketts : le shérif
- 1916 : The House Built Upon Sand d'Edward Morrissey : David Westebrooke
- 1917 : One Shot Ross de Clifford Smith : rôle-titre
- 1917 : The Medicine Man de Clifford Smith : Jim Walton
- 1918 : Le Cavalier silencieux (The Silent Rider) de Clifford Smith : Bob Gordon
- 1918 : The Law's Outlaw de Clifford Smith : Charles Easton
- 1919 : The Westerners d'Edward Sloman : Cheyenne Harry
- 1920 : Le Veau d'or (The Money-Changers) de Jack Conway : Allan Martin
- 1920 : L'Aveugle de Twin-Forth (The Sagebrusher) d'Edward Sloman : Dr Barnes
- 1920 : The U.P. Trail de Jack Conway : Warren Neale
- 1921 : The Mistress of Shenstone d'Henry King : Jim Airth
- 1921 : L'Éveil de la bête (Prisoners of Love) d'Arthur Rosson : Martin Blair
- 1922 : The Sagebrush Trail de Robert Thornby : le shérif Larry Reid
- 1923 : The Love Brand de Stuart Paton : Don José O'Neil
- 1924 : Les Fiancés du jury (The Woman on the Jury) d'Harry O. Hoyt : l'avocat de la défense
- 1925 : Le Grand Destructeur (Time, the Comedian) de Robert Z. Leonard : Michael Lawler
- 1926 : Les Moineaux (Sparrows) de William Beaudine et Tom McNamara : Dennis Wayne
- 1926 : Masques d'artistes (You Never Know Women) de William A. Wellman
- 1926 : With Buffalo Bill on the U. P. Trail (en)
- 1927 : D'une femme à l'autre (One Woman to Another) de Frank Tuttle
- 1927 : The Midnight Watch de Charles J. Hunt
- 1928 : Les Vikings (The Viking) de Roy William Neill : le roi Olaf
- 1929 : In Old Arizona d'Irving Cummings et Raoul Walsh : le commandant
- 1929 : The Great Divide de Reginald Barker
- 1930 : Born Reckless de John Ford et Andrew Bennison : le procureur de district J. J. Cardigan
- 1930 : Rough Romance d'A. F. Erickson : le shérif Milt Powers
- 1930 : Hommes sans femmes (Men Without Women) de John Ford : le capitaine Carson
- 1931 : L'Attaque de la caravane (Fighting Caravans) d'Otto Brower et David Burton : Couch
- 1932 : Mystery Ranch de David Howard : Buck Johnson
- 1933 : King Kong d'Ernest B. Schoedsack et Merian C. Cooper : un journaliste
- 1933 : Révolte au zoo (Zoo in Budapest) de Rowland V. Lee : Karl
- 1933 : Fargo Express (en) d'Alan James : Sam Goss

## Galerie photos

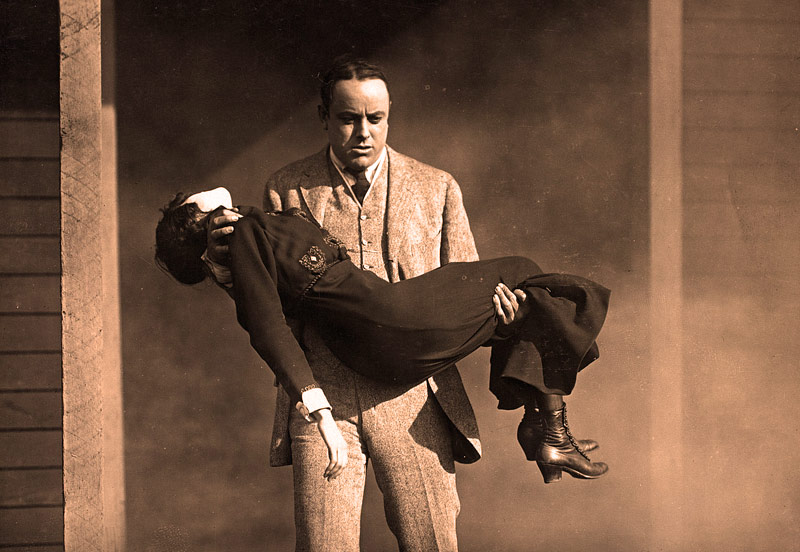
Portant Lillian Gish, dans The House Built Upon Sand (en) (1916)
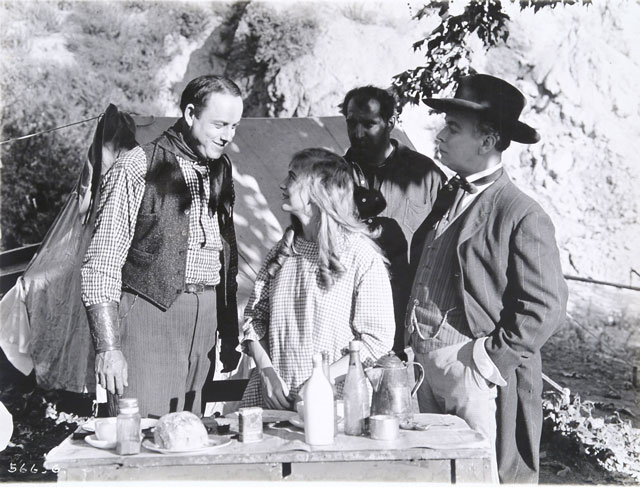
À g., avec Ann Kroman au centre, dans The Medicine Man (1917)
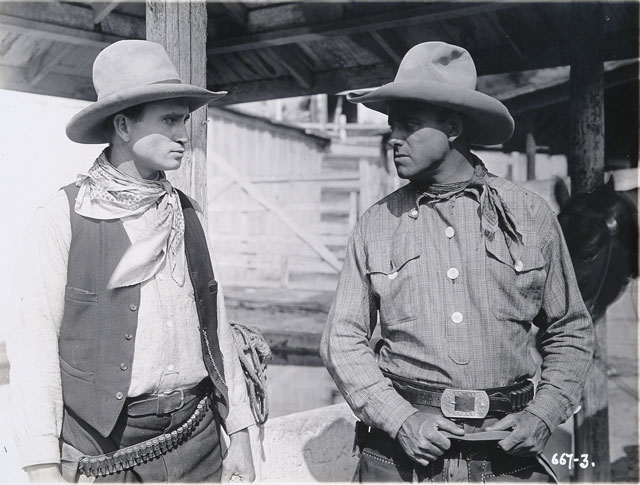
Avec Leo Willis (à g.), dans Le Cavalier silencieux (1918)
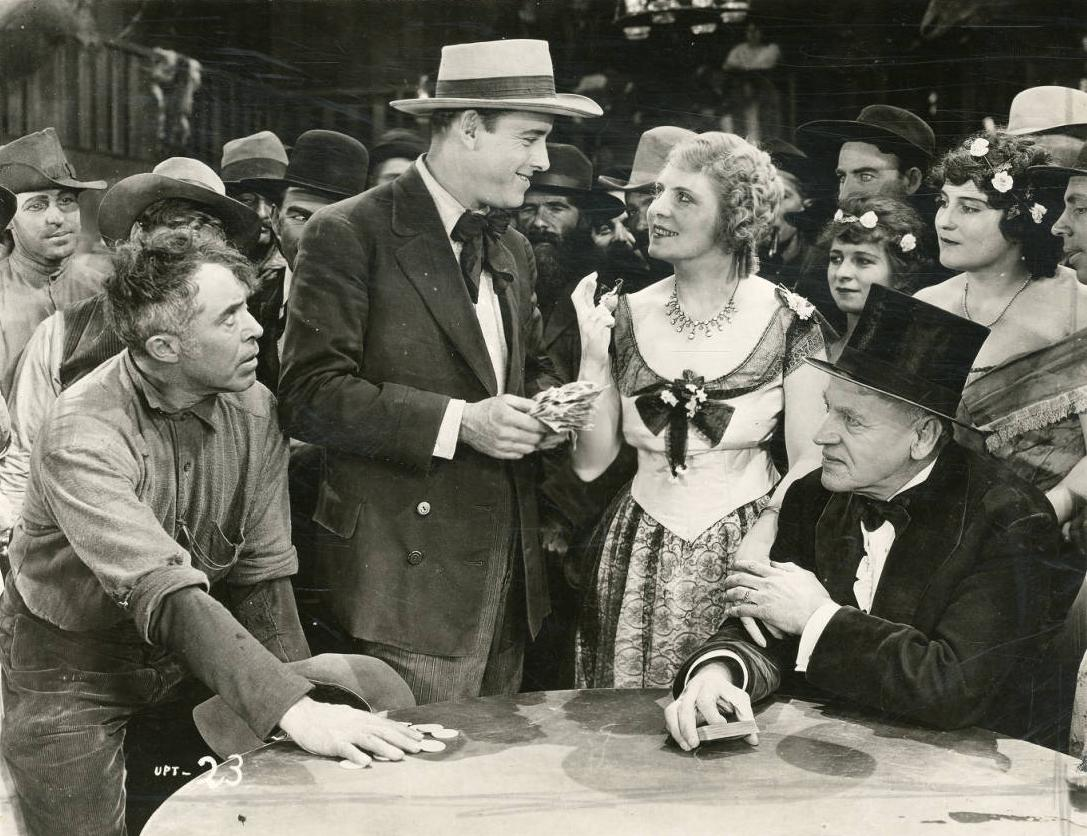
Au centre, avec Kathlyn Williams, dans The U.P. Trail (1920)
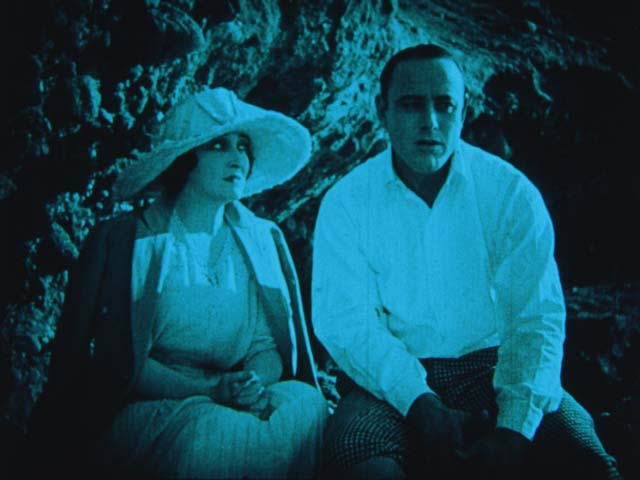
Avec Pauline Frederick, dans The Mistress of Shenstone (1921)
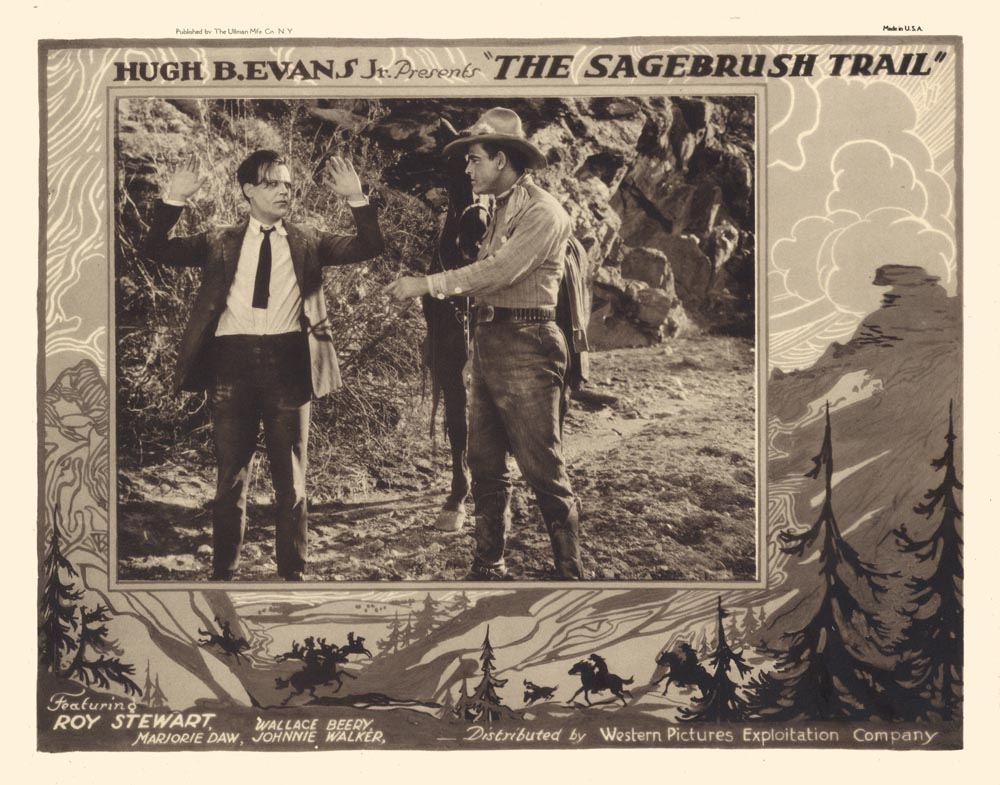
Au centre, dans The Sagebrush Trail (1922, poster promotionnel)